# 金井則行
金井 則行（かない のりゆき）は、日本の男性声優。

## 出演作品

### ゲーム
- いかもの探偵 -IKATAN-（山ノ辺一記）
- KINOS WORLD 〜騎士集結〜（ペーター、メイジ）
- 四八（仮）

### 吹き替え
- インプット -記憶-
- チム 〜あこがれの人〜（ドンギュウ、TVプロデューサー）

### その他
- RATスペシャル公演『スーパー舞台いかもの探偵-IKATAN-』（山ノ辺一記）
- マイ・フェア・ジュエリー